# Helene Kreß
Helene Kreß (* 9. März 1911; † 6. Mai 1988 in Oggersheim) war eine deutsche Tischtennisspielerin und -funktionärin. Sie gehörte zur Meistermannschaft des TTC Kurpfalz Ludwigshafen 1933/34.

## Werdegang
Helene Kreß begann Anfang der 1930er Jahre mit dem Tischtennissport. Sie schloss sich dem Verein TTC Kurpfalz Ludwigshafen an. In der zum zweiten Mal ausgetragenen Deutschen Mannschaftsmeisterschaft der Frauen holte das Team Gold. Im November 1935 heiratete sie Friedrich Kreß, den Mitbegründer und Funktionär des Pfälzischen Tischtennis-Verbandes. Später trat sie bei den Vereinen Post SV Ludwigshafen und FSV Ludwigshafen-Oggersheim an.
Zusammen mit ihrem Ehemann übernahm sie Funktionärsaufgaben im Pfälzischen Tischtennis-Verband. Von 1972 bis 1985 war sie in der Paßstelle verantwortlich tätig. 1964 wurde sie zum Sportler des Jahres im Pfälzischen Tischtennis-Verband gewählt, 1973 wurde ihr die Goldene Ehrennadel des Pfälzischen Tischtennis-Verbandes verliehen.